# Saint-Quentin-la-Chabanne
Pour les articles homonymes, voir Chabanne.
Saint-Quentin-la-Chabanne est une commune française située dans le département de la Creuse, en région Nouvelle-Aquitaine.

## Géographie

### Généralités

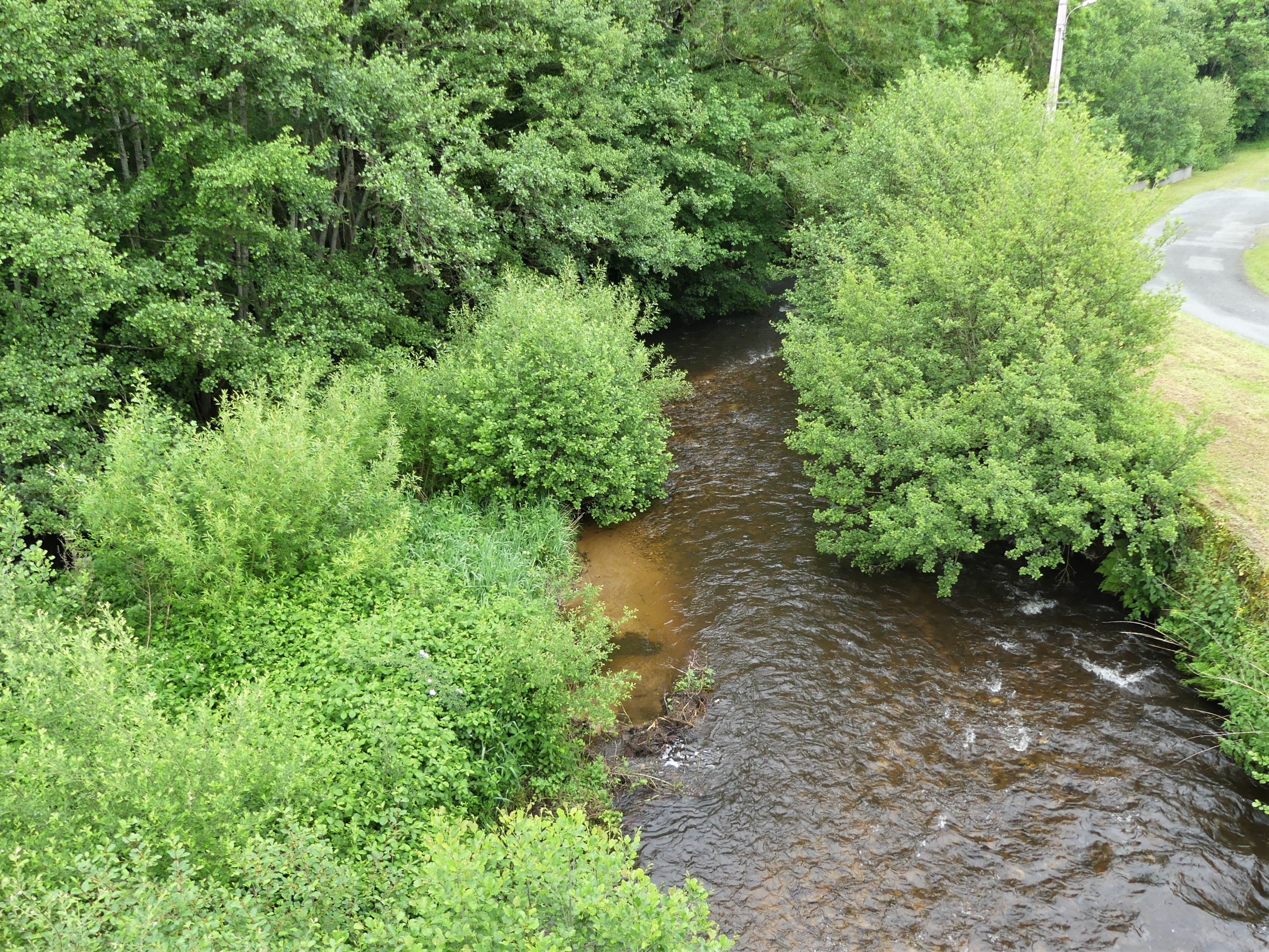
La Creuse au lieu-dit le Pont des Malades, entre Saint-Quentin-la-Chabanne (à gauche) et Felletin (en rive opposée).

Dans la moitié sud du département de la Creuse, la commune de Saint-Quentin-la-Chabanne s'étend sur 29,59 km2. Incluse dans le parc naturel régional de Millevaches en Limousin, elle est baignée par la Creuse et ses affluents, la Dejoune, le Gourbillon, le ruisseau de Saint-Quentin et le ruisseau de Chirouse, ainsi que par la Beauze et son affluent le ruisseau de Villemonteix. La Beauze — qui prend sa source sur le territoire communal — marque la limite avec Aubusson au nord-est sur plus de deux kilomètres, et la Creuse sert de limite avec Felletin à l'est sur plus de dix kilomètres, dont trois dans la retenue du barrage des Combes.
L'altitude minimale, 449 mètres, se trouve localisée à l'extrême nord, là où la Creuse quitte la commune et sert de limite entre celles de Felletin et de Moutier-Rozeille. L'altitude maximale avec 804 mètres est située au sud-ouest, sur les pentes sud-est du puy des Chaumes.
Traversé par la route départementale (RD) 992, le bourg de Saint-Quentin-la-Chabanne est situé, en distances orthodromiques, dix kilomètres au sud d'Aubusson.
La commune est également desservie par les RD 10, 23 et 982.

### Communes limitrophes

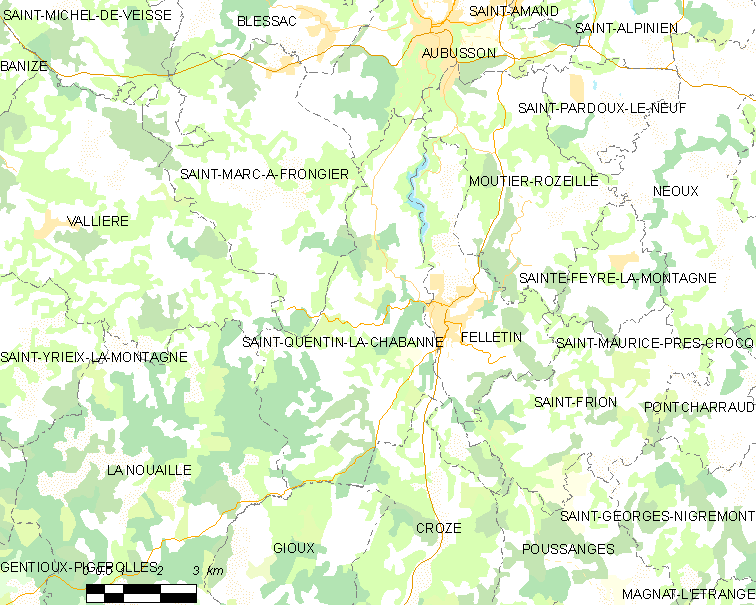
Carte de Saint-Domet et des communes avoisinantes.

Saint-Quentin-la-Chabanne est limitrophe de dix autres communes.
Au sud-est, Poussanges n'est limitrophe que sur environ 150 mètres.
| Saint-Marc-à-Frongier | Aubusson                  | Moutier-Rozeille        |
| Vallière              | Saint-Quentin-la-Chabanne | Felletin                |
| La Nouaille           | Gioux — Croze             | Saint-Frion, Poussanges |

### Climat
Pour des articles plus généraux, voir Climat de la Nouvelle-Aquitaine et Climat de la Creuse.
Historiquement, la commune est exposée à un climat montagnard.  
En 2020, Météo-France publie une typologie des climats de la France métropolitaine dans laquelle la commune est exposée à un climat de montagne et est dans la région climatique  Ouest et nord-ouest du Massif Central, caractérisée par une pluviométrie annuelle de 900 à 1 500 mm, maximale en automne et en hiver.
Pour la période 1971-2000, la température annuelle moyenne est de 9,8 °C, avec une amplitude thermique annuelle de 15,2 °C. Le cumul annuel moyen de précipitations est de 1 095 mm, avec 12,8 jours de précipitations en janvier et 7,9 jours en juillet. Pour la période 1991-2020, la température moyenne annuelle observée sur la station météorologique la plus proche, située sur la commune de Felletin à 3 km à vol d'oiseau, est de 10,4 °C et le cumul annuel moyen de précipitations est de 969,0 mm,. Pour l'avenir, les paramètres climatiques de la commune estimés pour 2050 selon différents scénarios d'émission de gaz à effet de serre sont consultables sur un site dédié publié par Météo-France en novembre 2022.

## Urbanisme

### Typologie
Au 1er janvier 2024, Saint-Quentin-la-Chabanne est catégorisée commune rurale à habitat très dispersé, selon la nouvelle grille communale de densité à 7 niveaux définie par l'Insee en 2022.
Elle est située hors unité urbaine. Par ailleurs la commune fait partie de l'aire d'attraction d'Aubusson, dont elle est une commune de la couronne,. Cette aire, qui regroupe 34 communes, est catégorisée dans les aires de moins de 50 000 habitants,.

### Occupation des sols
L'occupation des sols de la commune, telle qu'elle ressort de la base de données européenne d’occupation biophysique des sols Corine Land Cover (CLC), est marquée par l'importance des territoires agricoles (51,8 % en 2018), en augmentation par rapport à 1990 (50,4 %). La répartition détaillée en 2018 est la suivante : 
forêts (45,5 %), prairies (34,1 %), zones agricoles hétérogènes (16,8 %), milieux à végétation arbustive et/ou herbacée (1,9 %), terres arables (0,9 %), eaux continentales (0,5 %), zones urbanisées (0,2 %). L'évolution de l’occupation des sols de la commune et de ses infrastructures peut être observée sur les différentes représentations cartographiques du territoire : la carte de Cassini (XVIIIe siècle), la carte d'état-major (1820-1866) et les cartes ou photos aériennes de l'IGN pour la période actuelle (1950 à aujourd'hui).

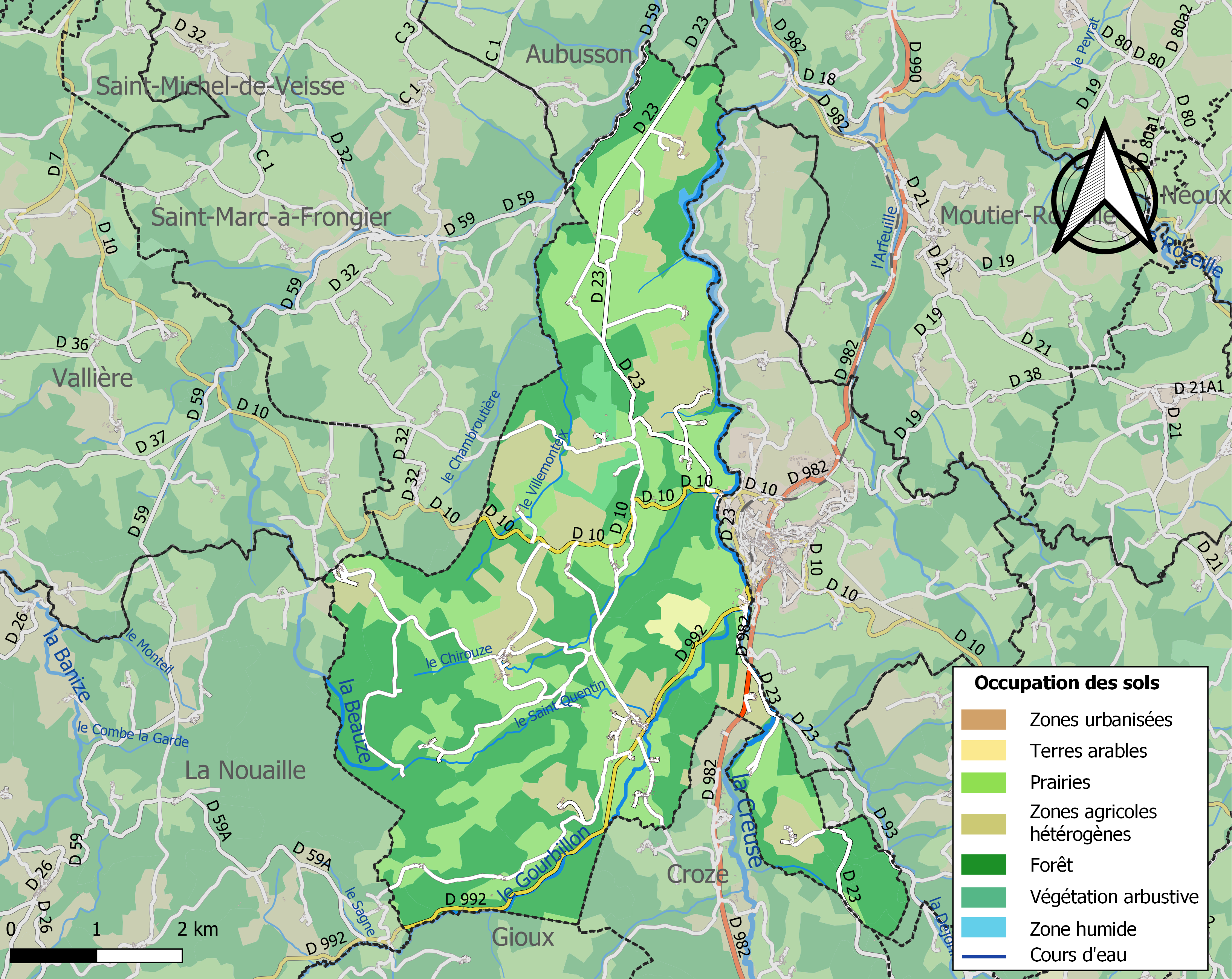
Carte des infrastructures et de l'occupation des sols de la commune en 2018 (CLC).

### Transports en commun
- Réseau TransCreuse

### Risques majeurs
Le territoire de la commune de Saint-Quentin-la-Chabanne est vulnérable à différents aléas naturels : météorologiques (tempête, orage, neige, grand froid, canicule ou sécheresse), inondations et séisme (sismicité faible). Il est également exposé à un risque technologique, la rupture d'un barrage, et à un risque particulier : le risque de radon. Un site publié par le BRGM permet d'évaluer simplement et rapidement les risques d'un bien localisé soit par son adresse soit par le numéro de sa parcelle.

#### Risques naturels
Certaines parties du territoire communal sont susceptibles d’être affectées par le risque d’inondation par débordement de cours d'eau, notamment la Creuse, le Gourbillon et la Beauze. La commune a été reconnue en état de catastrophe naturelle au titre des dommages causés par les inondations et coulées de boue survenues en 1982 et 1999,.

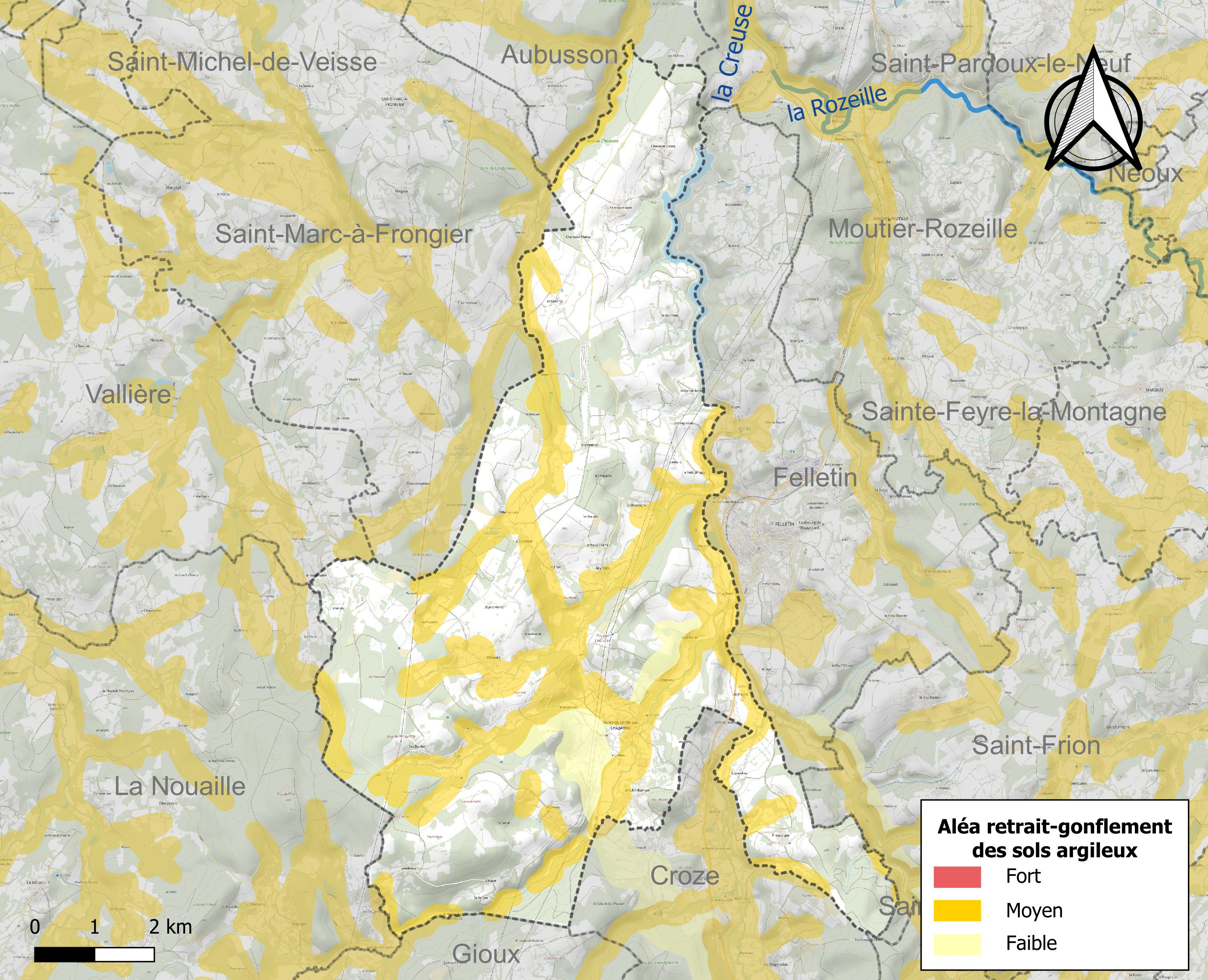
Carte des zones d'aléa retrait-gonflement des sols argileux de Saint-Quentin-la-Chabanne.

Le retrait-gonflement des sols argileux est susceptible d'engendrer des dommages importants aux bâtiments en cas d’alternance de périodes de sécheresse et de pluie. 28,4 % de la superficie communale est en aléa moyen ou fort (33,6 % au niveau départemental et 48,5 % au niveau national). Sur les 273 bâtiments dénombrés sur la commune en 2019, 132 sont en aléa moyen ou fort, soit 48 %, à comparer aux 25 % au niveau départemental et 54 % au niveau national. Une cartographie de l'exposition du territoire national au retrait gonflement des sols argileux est disponible sur le site du BRGM,.
Par ailleurs, afin de mieux appréhender le risque d’affaissement de terrain, l'inventaire national des cavités souterraines permet de localiser celles situées sur la commune.
Concernant les mouvements de terrains, la commune a été reconnue en état de catastrophe naturelle au titre des dommages causés par des mouvements de terrain en 1999.

#### Risques technologiques
La commune est en outre située en aval du  barrage de Confolent, un ouvrage sur la Creuse de classe A soumis à PPI, disposant d'une retenue de 4,7 millions de mètres cubes. À ce titre elle est susceptible d’être touchée par l’onde de submersion consécutive à la rupture de cet ouvrage.

#### Risque particulier
Dans plusieurs parties du territoire national, le radon, accumulé dans certains logements ou autres locaux, peut constituer une source significative d’exposition de la population aux rayonnements ionisants. Certaines communes du département sont concernées par le risque radon à un niveau plus ou moins élevé. Selon la classification de 2018, la commune de Saint-Quentin-la-Chabanne est classée en zone 3, à savoir zone à potentiel radon significatif.

## Toponymie
La commune de Saint-Quentin n'a pris son nom actuel qu'en 1938, pour se différencier des autres communes françaises homonymes.

## Politique et administration
| Période                                  | Période  | Identité       | Étiquette | Qualité |
| ---------------------------------------- | -------- | -------------- | --------- | ------- |
| Les données manquantes sont à compléter. |          |                |           |         |
|                                          |          |                |           |         |
| mars 2001                                | 2014     | Robert Lainé   |           |         |
| mars 2014                                | En cours | Denis Priouret | DVG       | Cadre   |

## Démographie
L'évolution du nombre d'habitants est connue à travers les recensements de la population effectués dans la commune depuis 1793. Pour les communes de moins de 10 000 habitants, une enquête de recensement portant sur toute la population est réalisée tous les cinq ans, les populations de référence des années intermédiaires étant quant à elles estimées par interpolation ou extrapolation. Pour la commune, le premier recensement exhaustif entrant dans le cadre du nouveau dispositif a été réalisé en 2005.

En 2022, la commune comptait 368 habitants, en évolution de −8,68 % par rapport à 2016 (Creuse : −3,32 %, France hors Mayotte : +2,11 %).
| 1793  | 1800  | 1806  | 1821  | 1831  | 1836  | 1841  | 1846  | 1851  |
| ----- | ----- | ----- | ----- | ----- | ----- | ----- | ----- | ----- |
| 1 109 | 1 200 | 1 376 | 1 398 | 1 415 | 1 378 | 1 333 | 1 290 | 1 246 |

| 1856  | 1861  | 1866  | 1872  | 1876  | 1881  | 1886  | 1891  | 1896  |
| ----- | ----- | ----- | ----- | ----- | ----- | ----- | ----- | ----- |
| 1 151 | 1 194 | 1 230 | 1 119 | 1 101 | 1 147 | 1 165 | 1 146 | 1 136 |

| 1901  | 1906  | 1911  | 1921 | 1926 | 1931 | 1936 | 1946 | 1954 |
| ----- | ----- | ----- | ---- | ---- | ---- | ---- | ---- | ---- |
| 1 137 | 1 240 | 1 100 | 902  | 756  | 676  | 631  | 557  | 503  |

| 1962 | 1968 | 1975 | 1982 | 1990 | 1999 | 2005 | 2006 | 2010 |
| ---- | ---- | ---- | ---- | ---- | ---- | ---- | ---- | ---- |
| 447  | 431  | 419  | 416  | 443  | 372  | 357  | 354  | 359  |

| 2015 | 2020 | 2022 | - | - | - | - | - | - |
| ---- | ---- | ---- | - | - | - | - | - | - |
| 399  | 376  | 368  | - | - | - | - | - | - |

## Culture locale et patrimoine

### Lieux et monuments
- L'église Saint-Quentin est classée au titre des monuments historiques en 1914[27]. Elle recèle la statue d'une Vierge à l'Enfant appelée « Vierge noire » ou « Notre-Dame-sous-Terre »[28] dans l'église Saint-Quentin.
- Menhir des Bordes dit aussi Pierre Fitte, inscrit au titre des monuments historiques en 1961[29]. Il mesure quatre mètres de hauteur.

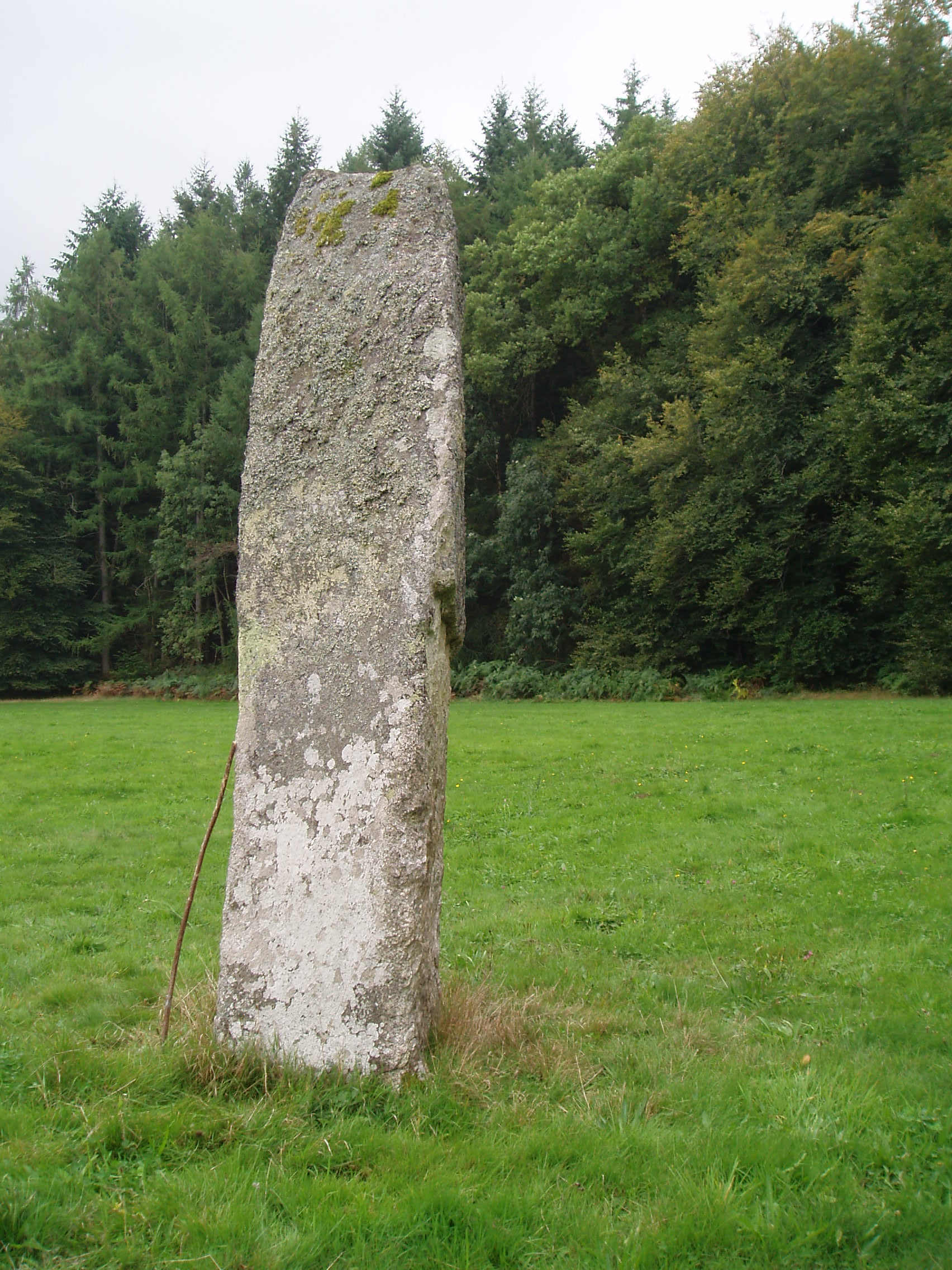
Pierre Fitte.

### Personnalités liées à la commune
- Fernand de Brinon (1885-1947), était un avocat et journaliste français, secrétaire d'État du gouvernement de Vichy et l’un des agents de la collaboration française avec les nazis pendant la Seconde Guerre mondiale. Il est inhumé à Saint-Quentin-la-Chabanne, où il possédait le château de La Chassagne.